# Les Anges pervers
Pour plus de détails, voir Fiche technique et Distribution.
Les Anges pervers (Il sesso della strega) est un film fantastique italien réalisé par Angelo Pannacciò et sorti en 1973.

## Fiche technique
Sauf indication contraire, les informations mentionnées dans cette section peuvent être confirmées par la base de données cinématographiques IMDb,  présente dans la section « Liens externes ».
- Titre français : Les Anges pervers  ou Le Sexe inverti ou Le Sexe de la sorcière[1]
- Titre original italien : Il sesso della strega[2]
- Réalisation : Angelo Pannacciò (sous le nom d' « Elo Pannacciò »)
- Scénario : Angelo Pannacciò
- Photographie : Girolamo La Rosa, Maurizio Centini
- Montage : Marcello Malvestito
- Musique : Daniele Patucchi (it)
- Décors : Egidio Spugnini (it)
- Costumes : Osanna Guardini
- Société de production : Produzione Cinematografica Universalia
- Pays de production :  Italie
- Langue originale : italien
- Format : Couleur par Eastmancolor - 2,35:1 - Son mono - 35 mm
- Genre : Film fantastique érotique
- Durée : 75 minutes (1 h 15)
- Dates de sortie : 
  - France : 18 octobre 1973 (Paris)
  - Italie : 20 mars 1974

## Distribution
- Susanna Levi : Mary
- Jessica Dublin (en) : Evelin
- Sergio Ferrero : Ingrid
- Franco Garofalo (it) (sous le nom de « Christopher Oakes ») : Tony
- Marzia Damon : Gloria
- Massimo Nobile : Edward
- Lorenza Guerrieri : Lucy
- Maurizio Tanfani : Nath
- Camille Keaton : Ann
- Gianni Dei : Simon
- Simone Santo : Hilthon
- Ferruccio Viotti : Le notaire
- Irio Fantini : L'assistant de l'inspecteur
- Donald O'Brien : Le commissaire
- Giovanni Petti
- Annamaria Tornello

## Production
Le tournage a débuté le 6 mars 1972 à Sermoneta.
L'acteur Donald O'Brien a déclaré que le budget était tellement réduit qu'il devait lui-même payer son gîte et son couvert pendant le tournage,. L'actrice Camille Keaton a aussi confié ne pas comprendre l'intrigue du film pendant le tournage, un sentiment d'après elle partagé par d'autres acteurs.